# هنري ويلسون (لاعب كرة سلة)
هنري ويلسون (1960 - ) (بالإنجليزية: Henry Wilson)‏ هو لاعب كرة سلة أمريكي في مركز الوسط.

## وصلات خارجية
- هنري ويلسون على موقع كلية كرة السلة في سبورتس رفرنس.كوم (الإنجليزية)